# الأسبست والقانون
يُعد معدن الأسبست موضوعًا للعديد من القوانين والتشريعات، التي تنظم إنتاجه، واستخدامه، شاملةً طرائق تعدينه، وتصنيعه، واستخدامه، والتخلص منه. نتج عن الإصابات المتعلقة بالأسبست رفع دعاوى قضائية لتعويض العمال أو الإصابات. تشمل المشكلات الصحية الناتجة عن التعرض للأسبست حدوث داء الأسبست، وورم المتوسطة الخبيث، وسرطان الرئة، وتثخن غشاء الجنب المنتشر.
يُعد تأخر ظهور الأمراض الناتجة عن التعرض للأسبست من أهم مشكلات الأسبست في الإجراءات المدنية. إذ تملك أغلب الدول فترات تقادم للحد من رفع الدعاوى القضائية بعد فترة طويلة من غياب سبب الادعاء. مثلًا: تكون الفترة الزمنية لرفع قضية ضرر في ماليزيا ست سنوات من تاريخ وقوع الضرر. ولكن بسبب عدة قضايا متعلقة بالأسبست، قامت بعض الدول من ضمنها أستراليا بتعديل قوانينها لتأخذ وقت الاكتشاف بوصفه نقطة بداية بدلًا من وقت حدوث سبب الدعوى القضائية. كان أول ادعاء من قبل موظف للإصابة من التعرض للأسبست في مكان العمل عام 1927، ورُفعت أول دعوى قضائية ضد مصنعين للأسبست عام 1929. منذ ذلك الحين، رُفعت الكثير من القضايا، ونتيجة للمقاضاة، قام المصنعون ببيع الشركات التابعة، وأنتجوا بدائل للأسبست، وبدؤوا مشاريع لإزالة الأسبست.
عالميًا، حظرت 67 دولة وإقليمًا (من ضمنها تلك الواقعة في الاتحاد الأوربي) استخدام الأسبست، وصُنف ضمن قائمة النفايات المسيطر عليها تحت المرفق I  من اتفاقية بازل المعنية بالسيطرة على حركة المواد الضارة خلال الحدود والتخلص منها. هذا يعني أنه يتطلب من الأطراف المعنية بالاتفاقية أن تمنع تصدير المواد الضارة للأطراف التي منعت استيراد هذه النفايات من طريق عملية التنبيه في المقالة 13 من الاتفاقية. ولكن، في أماكن مثل الهند، يستمر استخدام الأسبست الهش أو المبني على الغبار بنسب عالية في ألياف الأسبست المضغوطة المستخدمة في الحشوات الميكانيكية، والحبال، والملابس، وحشوات منع التسرب، والألواح، ومواد العزل، وبطانات الفرامل، ومنتجات أخرى تُصدّر، وتستخدم دون دراية كافية أو معلومات عن مكوناتها في الدول الأخرى. يشيع استخدام الأسبست في الهند لغياب تنفيذ القوانين.

## خلفية الموضوع
كان الأسبست يعد في أواخر القرن التاسع عشر وبدايات القرن العشرين المادة المثالية للاستخدام في صناعات البناء. كان يعرف بكونه عازلًا ممتازًا للنار، وذو مقاومة عالية للكهرباء، فضلًا عن رخص ثمنه وسهولة استخدامه.
تكمن خطورة الأسبست عندما تنتشر أليافه في الهواء وتستنشق. لا تستطيع الرئة طرد ألياف الأسبست إلى الخارج بسبب كبر حجمها. ولكون هذه الألياف حادة، فإنها تتعمق في الأنسجة الداخلية للجسم.
تتضمن المشكلات الصحية المتعلقة بالأسبست ما يلي:
1. داء الأسبست: مرض رئوي وجد أول مرة في عمال النسيج.[11][12][13] وهو تندب نسيج الرئة بسبب إنتاج عوامل النمو التي تحفز الخلايا الليفية اليافعة (خلايا الرئة المنتجة للندب) للانقسام وتصنيع نسيج الندبة بوصفه استجابة للإصابة الحاصلة بسبب الألياف المستنشقة. من الممكن أن يصل التندب لشدة تمنع الرئة من أداء وظيفتها. تكون فترة الكمون (الوقت الذي يستغرقه المرض ليظهر) نحو 10-20 سنة غالبًا.
2. ورم المتوسطة الخبيث: سرطان البطانة المتوسطة للرئة والجوف الصدري، أو الصفاق (الجوف البطني)، أو الشغاف (الغشاء المحيط بالقلب). على النقيض من سرطان الرئة، فإن ورم المتوسطة الخبيث لا علاقة له بالتدخين.[14] وأن العامل المسبب الوحيد للإصابة به هو التعرض للأسبست والألياف المشابهة له.[15] من الممكن أن تكون فترة الكمون لورم المتوسطة الخبيث قبل ظهوره نحو 20-50 سنة. ويتوفى أغلب المرضى بعد 12 شهر من تشخيصهم.
3. السرطان: رُبط سرطان الرئة والجهاز الهضمي والكلى والحنجرة بالتعرض للأسبست. الفترة الكامنة للسرطان عادة 15-30 سنة.[16]
4. تثخن غشاء الجنب المنتشر.[7]